# Arte sasánida

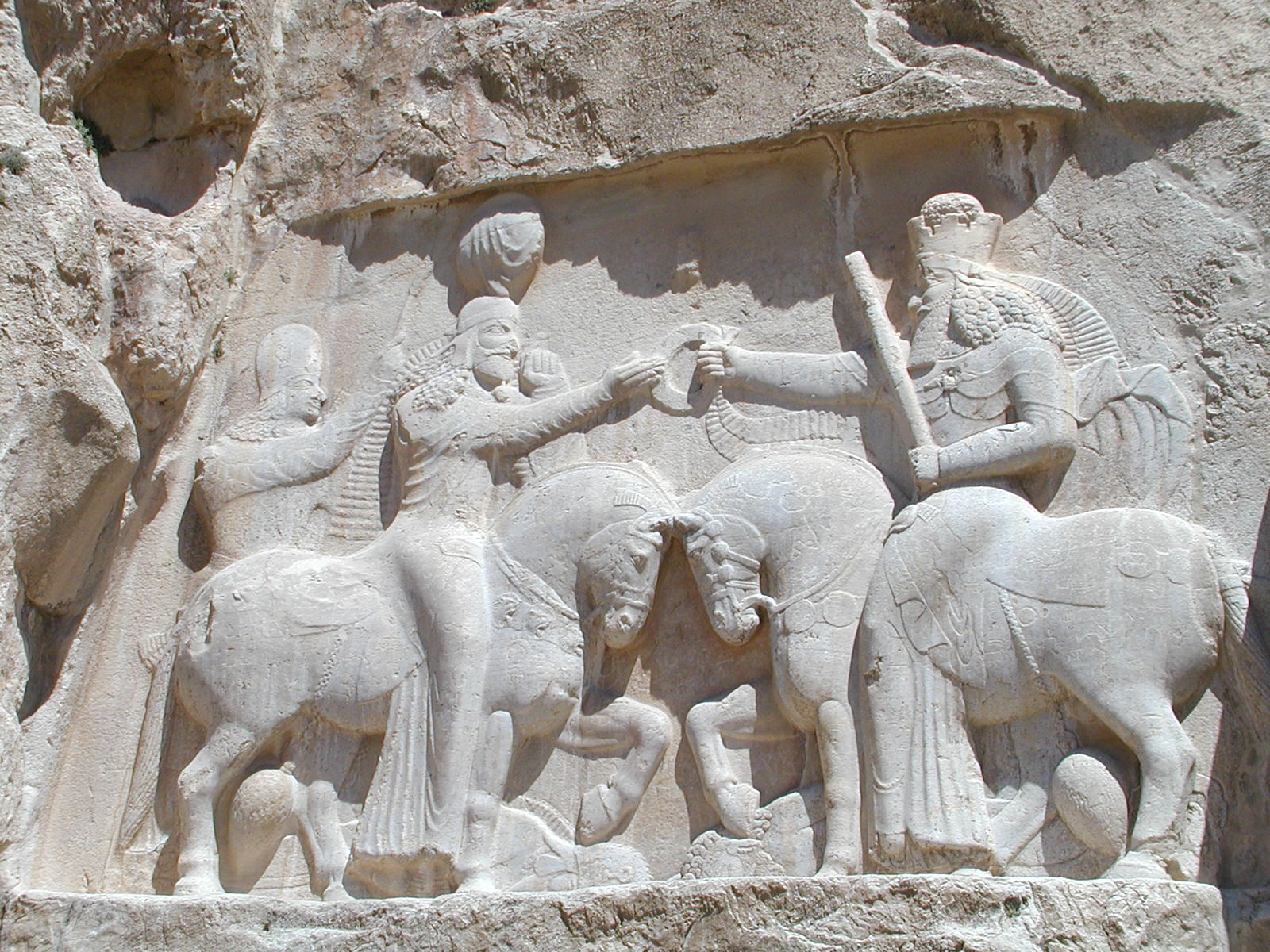
Ardashir I recibe el anillo de poder de Ahura Mazda.

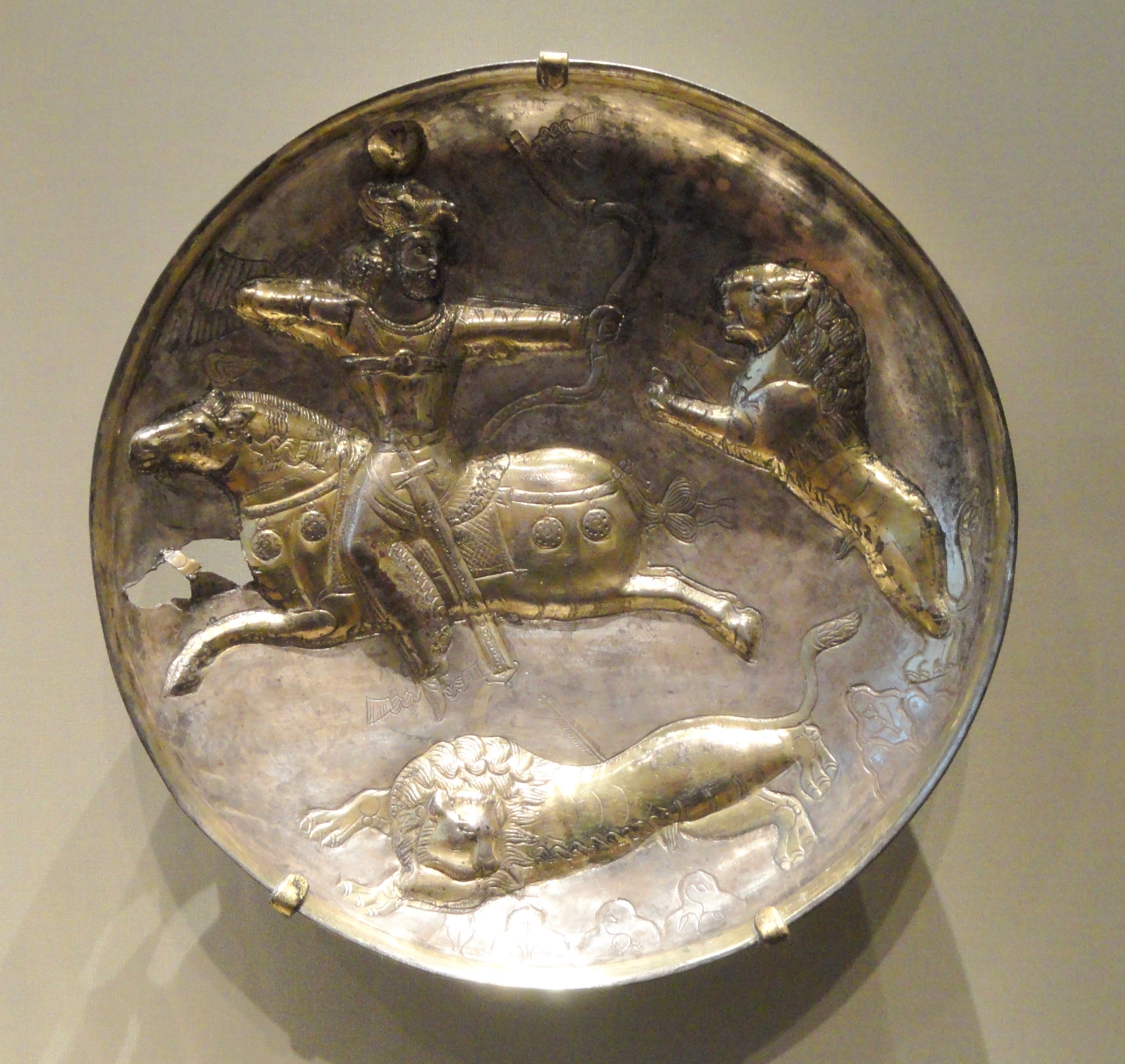
Bol plateado con el rey cazando, un tema típico de la metalistería sasánida

El arte sasánida se produjo bajo el Imperio sasánida que rigió en Asia Occidental desde el siglo III al VII d. C., antes de la conquista musulmana de Persia y terminó alrededor del año 651. Es, junto con el arte aqueménida que le precedió, uno de los períodos más brillantes del arte persa que precedió al islam.
En el año 224, el último rey de los partos fue derrotado por Ardashir I. La posterior dinastía sasánida duraría cuatrocientos años, gobernando un territorio que se corresponde a los países actuales de Irán, Irak, y gran parte de la zona al este y al norte del moderno Irán. A veces controlaros la costa de Levante, gran parte de Anatolia y zonas en Egipto y la península arábiga. Comenzó una nueva época en Irán y Mesopotamia, que en muchos aspectos se basaba en las tradiciones aqueménidas, incluyendo el arte de la época. No obstante, también hubo otras influencias en el arte de la época que procedía de lugares tan lejanos como China y el Mediterráneo.
El arte superviviente de los sasánidas se ve sobre todo en su arquitectura, los relieves y la metalistería, y aún quedan algunas pinturas supervivientes de lo que evidentemente debió ser una producción muy difundida. Los relieves en roca debieron ser muy inferiores en número respecto a los interiores en escayola, pero de estos últimos quedan muy pocos. Las esculturas exentas son menos que en el arte parto, pero la estatua colosal de Shapur I (r. 240–272) es una de las excepciones destacadas, rallada en una estalagmita creada en el interior de una cueva; hay menciones literarias a otras estatuas colosales de reyes, hoy perdidas.  Hay importantes relieves en roca, y continuaron la tradición parta de decoración en estuco moldeado, incluyendo también grandes escenas figurativas.

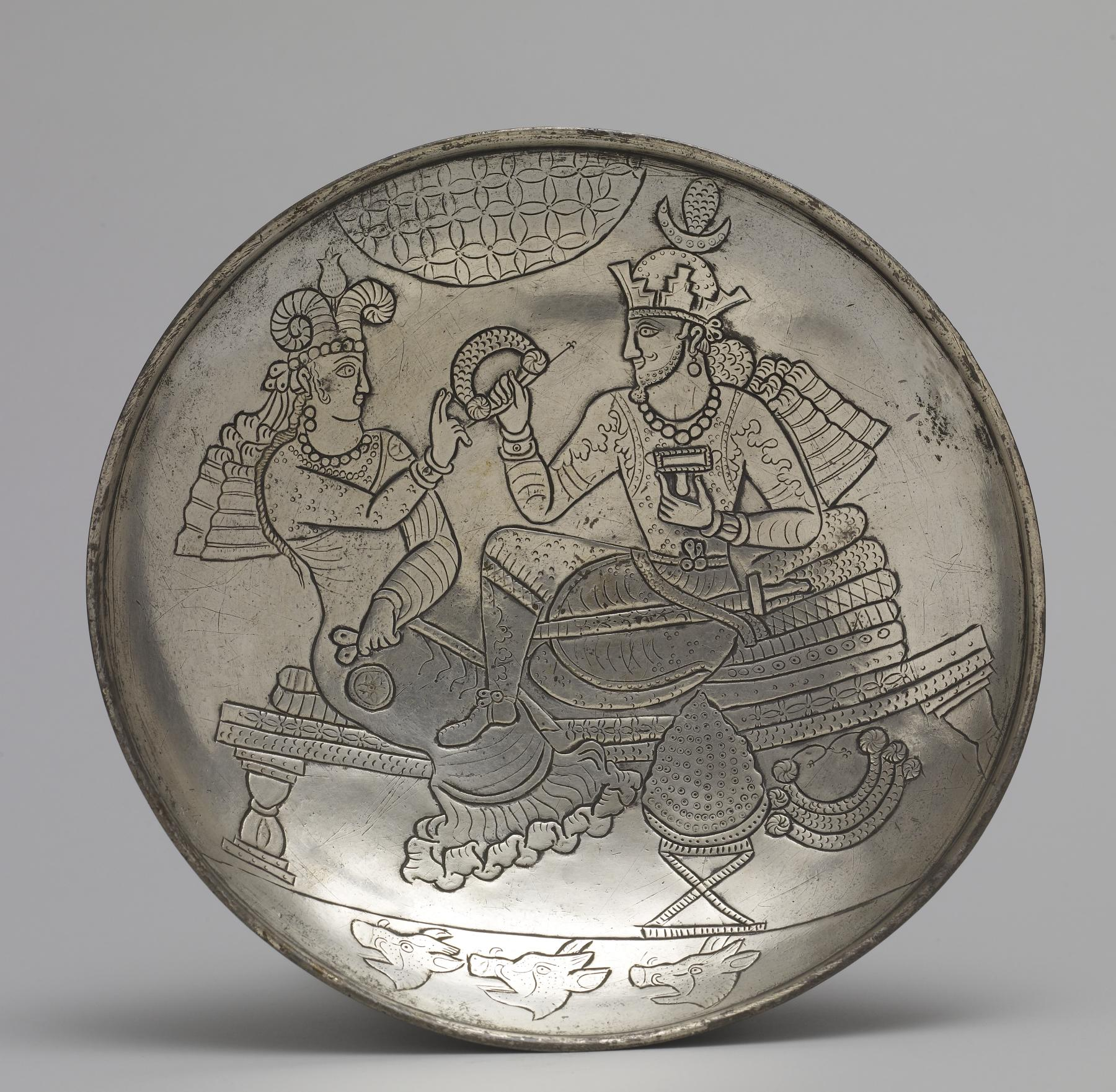
Plato elaborado en plata,

El arte sasánida que ha llegado a tiempos modernos representa escenas cortesanas y caballerescas con considerable grandeza de estilo, reflejando una vida lujosa y muestran la corte sasánida tal como la documentaron los embajadores bizantinos. Las obras supervivientes están dominadas por imágenes de gobernantes, aunque ninguna tan grande como la ya mencionada estatua de Shapur I. Disfrutaron de particular popularidad las escenas de caza y batalla, y mujeres bailando ligeras de ropa, además de otros entretenimientos. Las representaciones a menudo están colocadas como un escudo de armas, que a su vez pudo haber tenido una fuerte influencia en la producción artística de Europa y el lejano oriente. Aunque el arte parto prefirió una vista frontal, las representaciones narrativas del arte sasánida a menudo presenta figuras de perfil o tres cuartos. Las vistas frontales aparecen con menos frecuencia.

## Escultura y relieves en roca

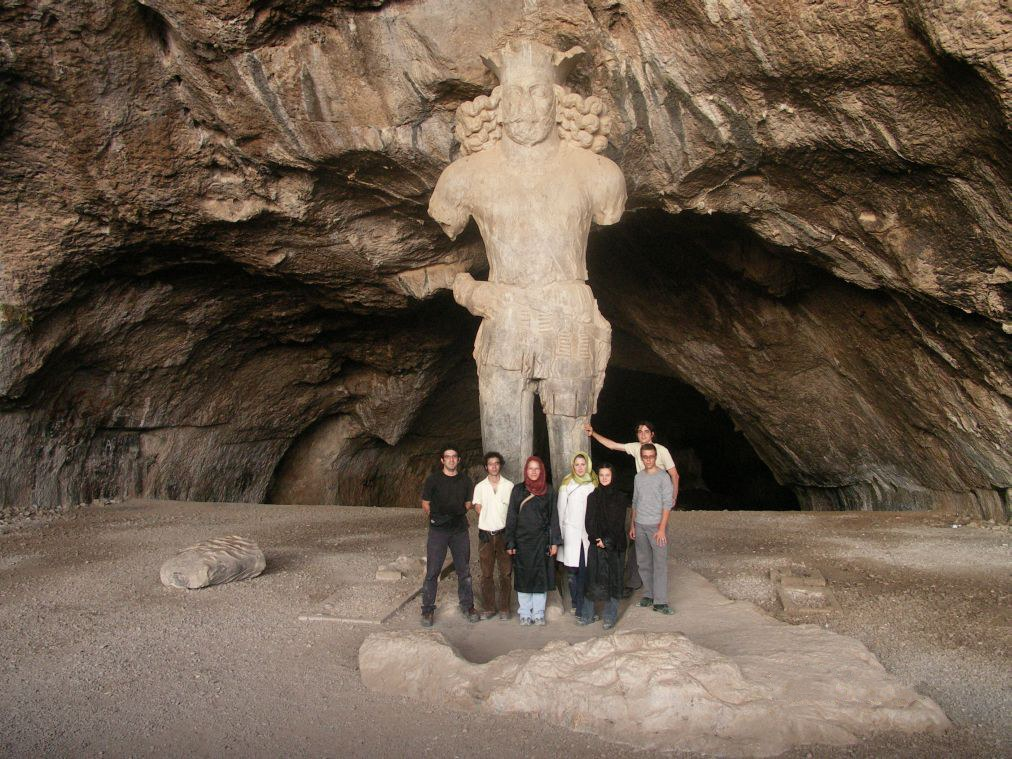
La estatua colosal de Shapur I, r. AD 240–272

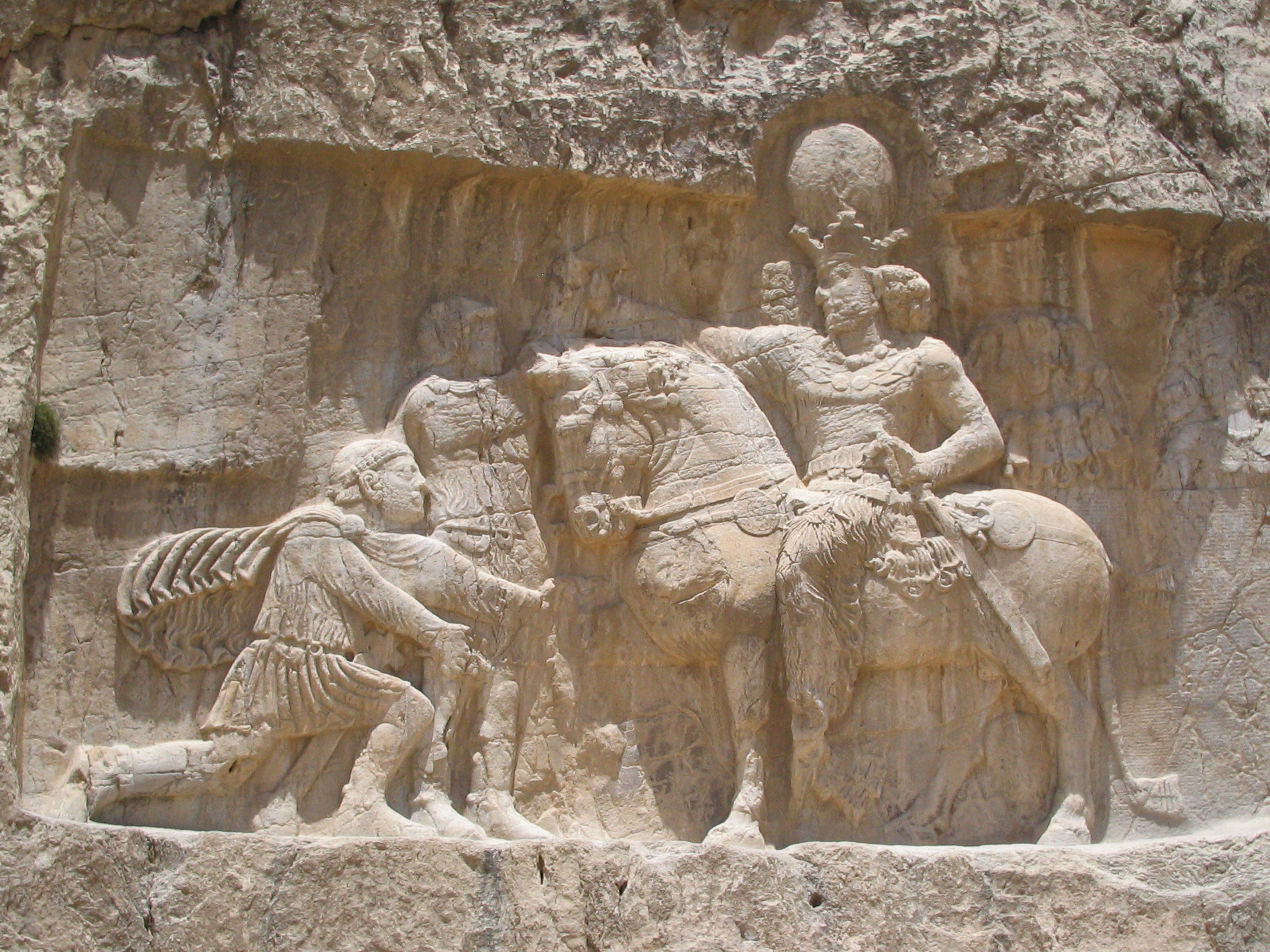
El triunfo de Shapur I sobre los emperadores romanos Valeriano, y Felipe el Árabe, Naqsh-e Rustam.

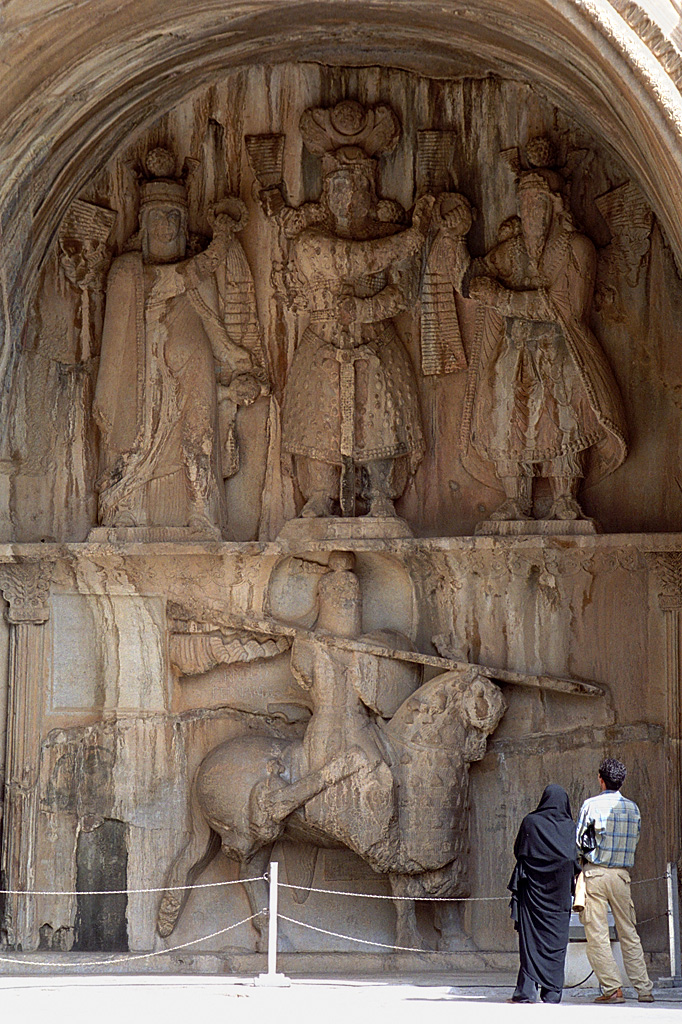
Taq-i Bostan; el "caballero" es probablemente Cosroes II montado sobre Shabdiz

En esta época son raras las esculturas esentas, en comparación con lo que ocurrió en tiempo de los partos. La estatua colosal de Shapur I (r. 240–272) es la única y sobresaliente excepción que queda en la actualidad. 
Un medio habitual en el arte persa es el relieve en roca de gran tamaño, tallado, colocado por lo general en lo alto, junto a una carretera, y cerca de una fuente de agua; se usó principalmente para glorificar al rey y proclamar el control persa sobre el territorio. Comenzó con relieves en roca elamita y Lullubi, como la de Kul-e Farah y Eshkaft-e Salman en el suroeste de Irán, y continuó bajo los asirios. El relieve e inscripción de Behistún, realizado en torno al año 500 a. C. para Darío el Grande, tenía una escala muy superior, reflejando y proclamando el poder del imperio aqueménida. Los gobernantes persas a menudo presumían de su poder y sus logros, hasta que la conquista musulmana eliminó la imaginería de tales monumentos; mucho más tarde hubo un pequeño renacer con la dinastía kayar.
Behistún es infrecuente en el hecho de que tiene una inscripción grande e importante, que como la piedra Rosetta egipcia, repite su texto en tres idiomas diferentes, y fue importante para la comprensión moderna de estos idiomas. Otros relieves persas, por regla general, carecen de inscripciones, y se identifica con dificultad a los reyes a los que se refieren. El problema se supera en parte, en el caso de los sasánidas, por su costumbre de mostrar un estilo diferente de corona para cada rey, que pueden ser identificados a partir de las monedas que acuñaron.
Naqsh-e Rustam es la necrópolis de la dinastía aqueménida (500-330 a. C.), con cuatro grandes tumbas talladas en un acantilado. Tienen sobre todo decoración arquitectónica, pero las fachadas incluyen grandes paneles sobre los dinteles, todas semejantes en su contenido, con figuras del rey investido por un dios, sobre una zona con filas de figuras menores que llevan tributo, con soldados y oficiales. Las tres clases de figuras están marcadamente diferenciadas en tamaño. La entrada a cada tumba se encuentra en el centro de cada cruz, que se abre a una pequeña cámara, donde el rey yace en un sarcófago. El travesaño horizontal de cada una de las fachadas de la tumba se cree que era una réplica de la entrada del palacio de Persépolis.
Muy por debajo de las tumbas aqueménidas, cerca del nivel del suelo, hay relieves en toca con grandes figuras de los reyes sasánidas, algunos reuniéndose con dioses, otros en combate. El más famoso muestra a Shapur I a caballo, con el emperador romano Valeriano inclinándose ante él a modo de sumisión, y Felipe el Árabe (un emperador anterior que prestó tributo a Shapur) sosteniendo el caballo de Shapur, mientras que el emperador difunto Gordiano III, muerto en batalla, queda debajo (se han sugerido otras identificaciones). Esto conmemora la batalla de Edesa en el año 260, cuando Valeriano se convirtió en el único emperador romano capturado como prisionero de guerra, una humillación duradera para los romanos. La ubicación de estos relieves sugiere, claramente, la intención sasánida de relacionarse con las glorias del Imperio aqueménida precedente. Hay otras tres tumbas reales aqueménidas más, con similares relieves, en Persépolis, una inacabada.
Los siete relieves sasánidas, cuyas fechas aproximadas van desde 225 a 310, muestran escenas de investidura y batallas. El relieve más antiguo del lugar está en elamita, y es de alrededor del año 1000 a. C. A una distancia de aproximadamente un kilómetro está Naqsh-e Rajab, con otros cuatro relieves en roca sasánidas, tres celebrando a reyes y uno a un sumo sacerdote. Otro importante lugar sasánida es Taq-i Bostan con varios relieves que incluyen dos investiduras reales y una famosa figura de un catafracto o soldado de la caballería pesada persa, de tamaño aproximadamente el doble de la vida real, probablemente representando al rey Cosroes II montado sobre su caballo favorito, Shabdiz; la pareja siguió siendo celebrada en literatura persa posterior. Firuzabad y Bishapur tienen grupos de relieves sasánidas, la primera incluyendo la más antigua, una gran escena de batalla, ahora muy desgastada. En Barm-e Delak, un rey ofrece una flor a su reina. 
Los relieves sasánidas se concentran en los primeros 80 años de la dinastía, aunque un grupo importante son del siglo VI, y en un número relativamente escaso de lugares, la mayor parte en el núcleo de la tierra de origen sasánida. Los posteriores en particular sugieren que beben de una tradición, hoy perdida, de relieves similares en palacios en estuco. Los relieves en roca estuvieron posiblemente cubiertos de escayola y pintadas.
El catálogo estándar de los relieves persas preislámicos reúnen los ejemplos conocidos (para el año 1984) de la manera siguiente: Lullubi #1–4; Elam #5–19; Asiria #20–21; Aqueménida #22–30; Aqueménida tardío/posterior y seleucida #31–35; Partos #36–49; Sasánidas #50–84; otros #85–88.

## Relieves

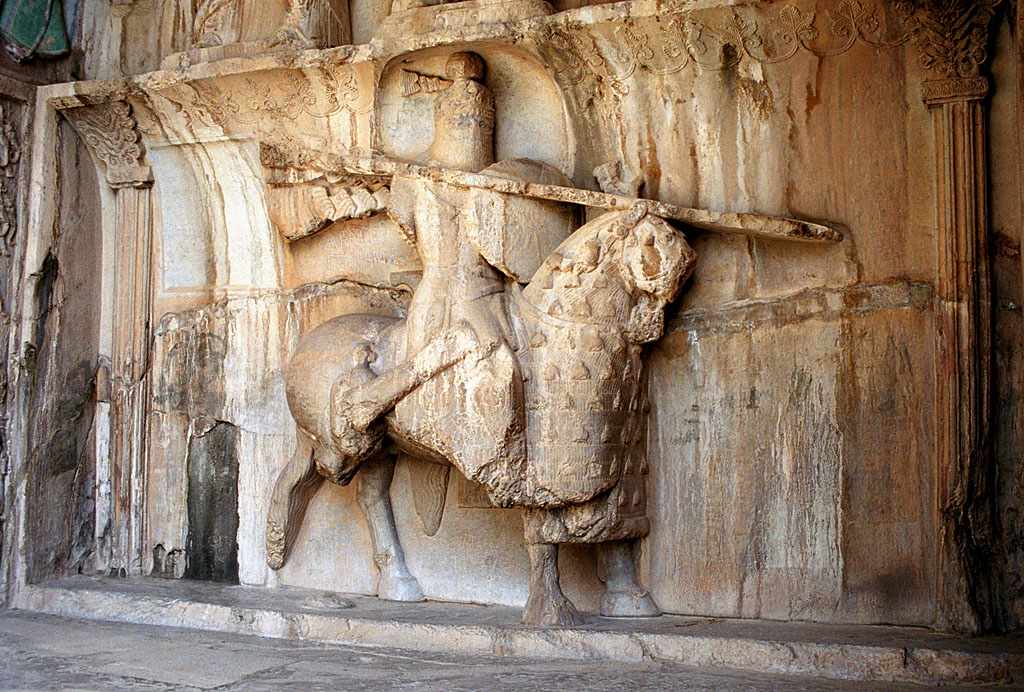
Relieve en roca de Cosroes II montado sobre su caballo Shabdiz con toda su armadura de batalla

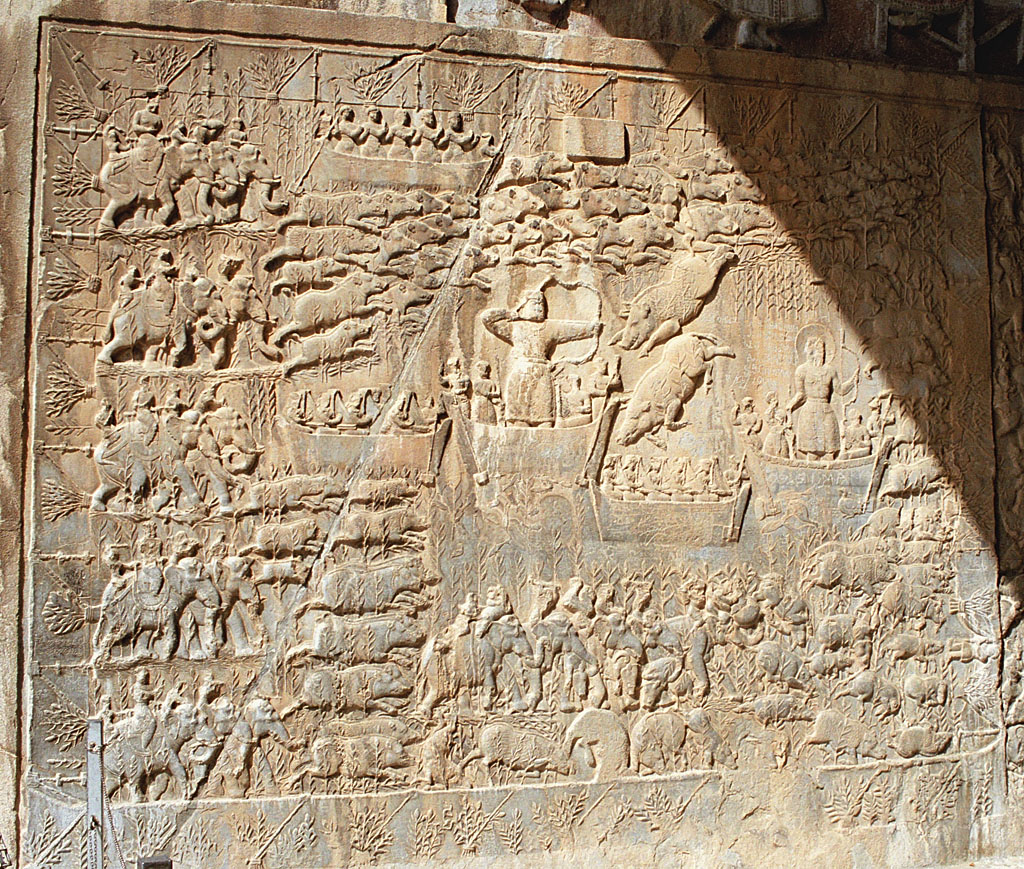
Caza del oso en Taq-e Bostan

Algunos de los mayores logros son principalmente una serie de más de treinta monumentos de relieve en roca. Se encuentran sobre todo en la provincia de Fars, que era la provincia originaria de la dinastía gobernante sasánida. Los relieves datan principalmente de alguna fecha entre el siglo III y comienzos del IV. Los relieves presentan algún evento significativo y son habitualmente atribuidos a gobernantes concretos. 
Un relieve en Naqsh-e Rustam está montado por debajo de las tumbas reales aqueménidas y probablemente se refiera a esta, como una forma de relacionar al monarca con la antigua dinastía y prestarle homenaje. Representan a Ardashir I con el dios Ahura Mazda, cada uno de ellos en perfil estricto y del mismo tamaño. Esto expresa la igualdad entre el monarca y el dios, indicando que hay grandeza en él. El relieve tiene un fuerte modelado, pero es bastante cauto al representar detalles. Hay evidencia de influencias helenísticas en el relieve. 
Otros relieves, como en Taq-e Bostan, están montados en un arco labrado en roca. En la pared trasera de este hay figuras esculpidas prácticamente en su totalidad. Cosroes II aparece a caballo con una pesada armadura. Las escenas de los lados muestran una caa real. La figura del gobernante se muestra frontal, su cara en contraste en vista tres cuartos. Su figura es alta y domina toda la escena, otras figuras, sin embargo, se muestran pequeñas en comparación. La composición da la representación del paisaje y muchos detalles como la corte del rey, una impresión bastante pintoresca y es seguro que estuvo pintada en el pasado.

## Estuco
Además de los relieves en roca, los relieves en estuco tuvieron un gran papel en el arte bajo los sasánidas. Puesto que se consideraba que los edificios de ladrillo eran feos, se cubrían con estuco. Dentro de estas paredes de estuco a menudo se tallaban con modelos florales, pero también representaciones figurativas y especialmente animales. A menudo los edificios importantes, como los palacios y las sedes administrativas, habrían estado decoradas de esta forma, a menudo con blanco coloreado. Esta práctica posiblemente se adoptó para rivalizar con la misma costumbre procedente del mundo grecorromano, a pesar de que en aquella época Roma y la Persia sasánida eran rivales. 

## Pintura
Las pinturas tuvieron un papel importante en el arte sasánida, aunque actualmente es un arte poco representado. Se sabe que Mani fue pintor de alguna fama, aparentemente para pinturas en tablero o miniaturas en libros. No queda nada de este período, aunque la tradición de la miniatura persa de unos siglos más tarde fue aparentemente la primera en el mundo islámico. 
Uno de los pocos lugares en los que han sobrevivido pinturas murales en cantidad es Panjakent en el moderno Tayikistán, y antigua Sogdiana, que a duras penas estuvo bajo el dominio sasánida, si es que llegaron a controlarlo alguna vez. La ciudad antigua fue abandonada en las décadas posteriores al control musulmán de la ciudad en 722 y ha sido ampliamente excavada en tiempos modernos. Amplias áreas de pinturas murales sobreviven en palacios y casas particulares, que actualmente se conservan, principalmente, en el Museo del Hermitage o en Taskent. Cubrían habitaciones enteras, y había muchos relieves en madera que las acompañaban. Los temas son semejantes a otros en el arte sasánida, esto es, reyes entronizados, hazañas, batallas, y bellas mujeres, y hay ilustraciones de épica persa e india, así como una compleja mezcla de deidades. Datan principalmente de los siglos VII y VIII.
Se excavó una mansión en Hajiabad, Irán, que aún contiene pinturas bien conservadas. Las paredes estaban decoradas con bustos con vista frontal. Los frescos en Dura Europos, en la frontera entre el Imperio romano y la Persia sasánida, también son relevantes, con muchas figuras con vestimenta persa. Las más famosas proceden de la sinagoga de Dura-Europos, y datan de alrededor de 244-256; los de la iglesia de Dura-Europos pueden ser unos años mayo9res. 
En Bishapur han sobrevivido suelos de mosaico en un estilo amplio grecorromano, y probablemente estuvieron difundidos en otros lugares pertenecientes a la élite, quizá elaborados por artesanos procedentes el mundo griego.

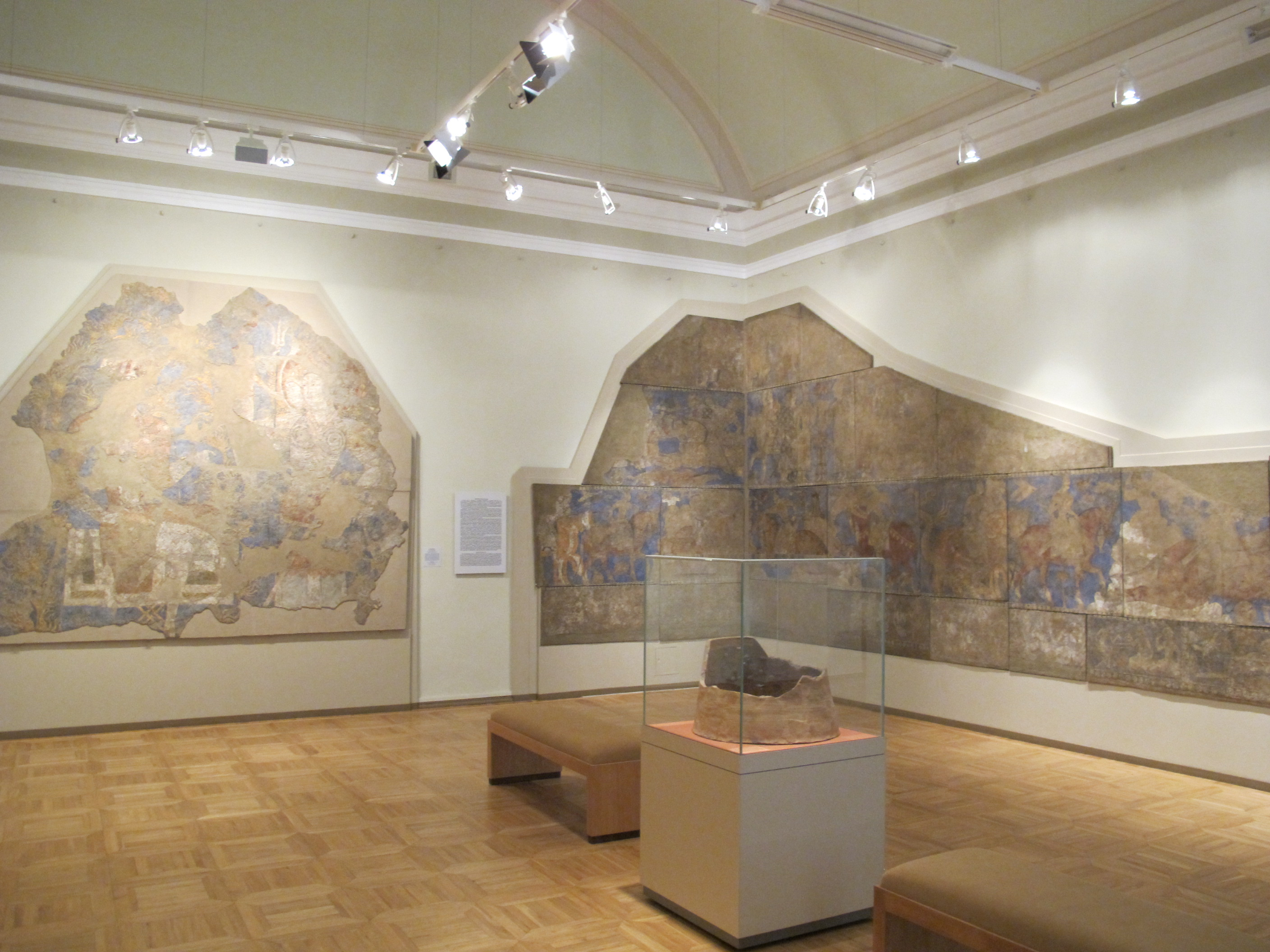
Secciones de los murales de Panjakent, h. 740
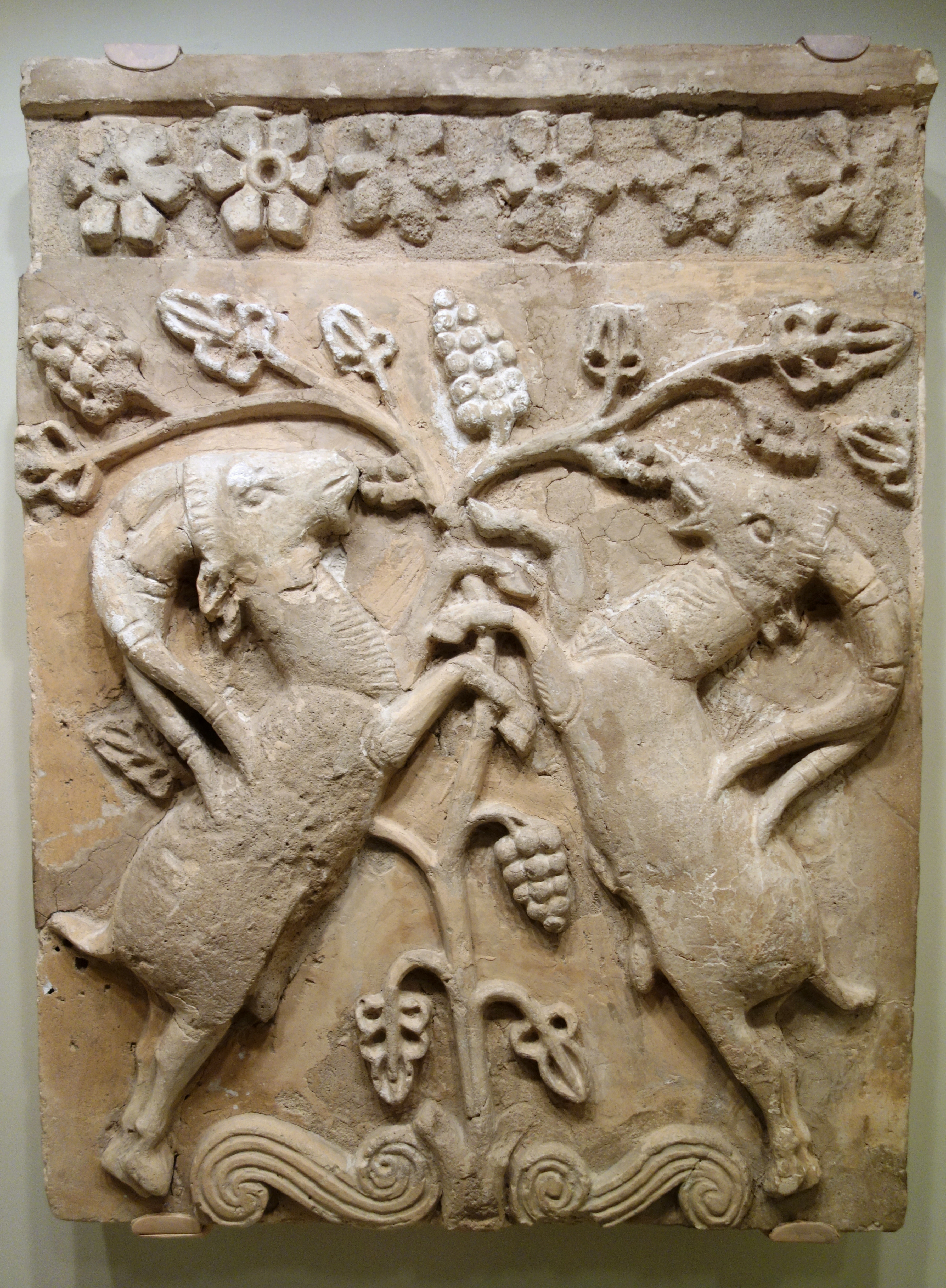
Relieve en estuco con íbices enfrentados, del siglo V o VI, una vez pintados en policromía
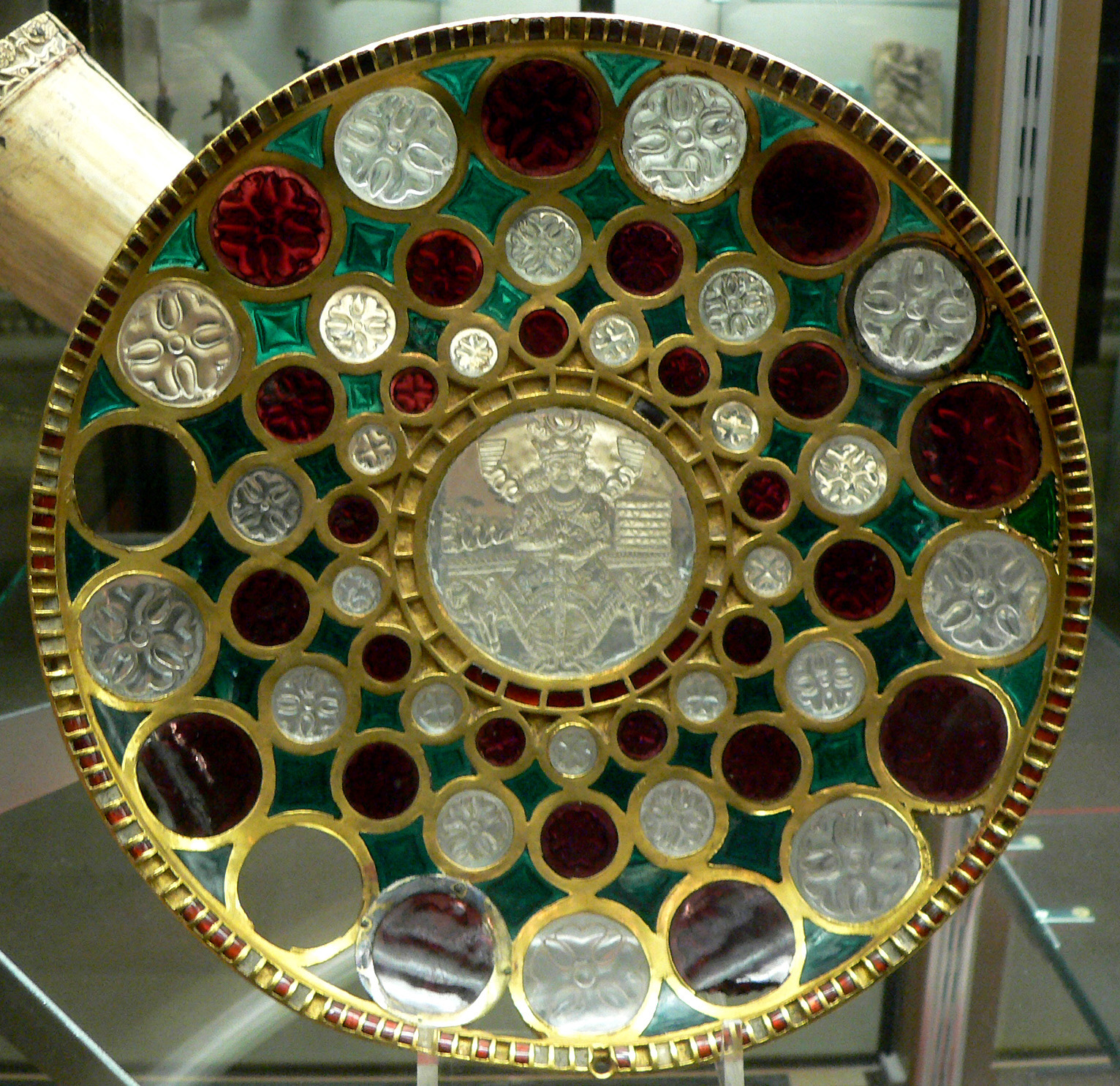
La llamada «Copa de Cosroes», metal y piedra semipreciosa tallada
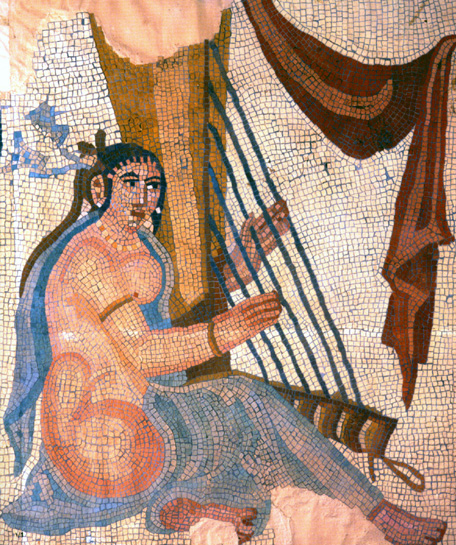
Mosaico en Bishapur

## Arquitectura

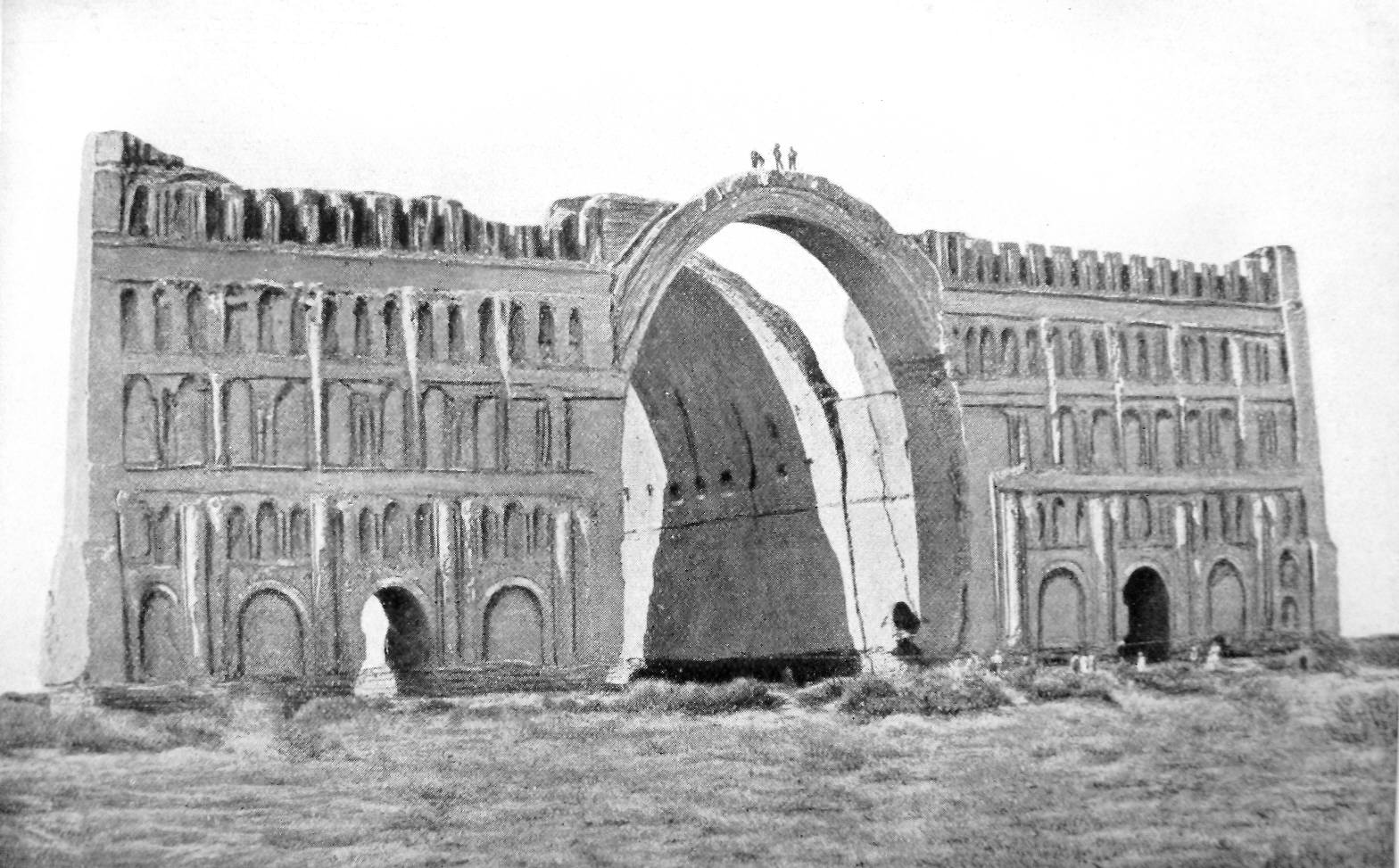
Taq-i Kisra en Ctesifonte en 1864, antes de que se produjeran más derrumbamientos, con tres hombres en lo alto del arco.

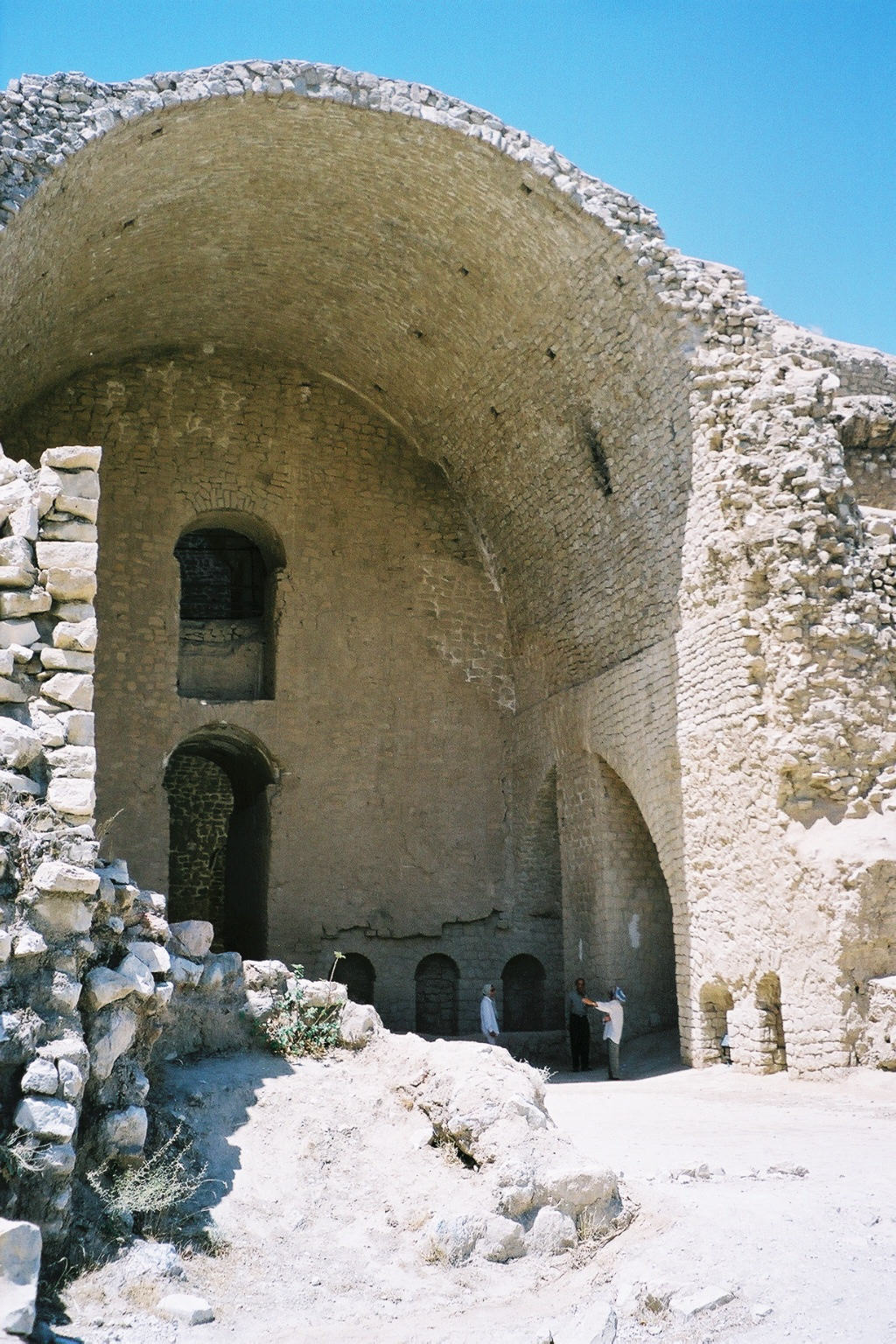
El arco del palacio de Firuzabad

Los grandes edificios de la arquitectura sasánida fueron enormes palacios en ladrillo, con salas abovedadas muy altas, que fueron importantes para el desarrollo del iwan en la arquitectura islámica. Los sasánidas desarrollaron aún más las bóvedas y los arcos usados por los partos, habitualmente con una gran abertura a un lado de la sala, al estilo iwan.
Taq-i Kisra, el palacio en Ctesifonte, está dominado por una sala con arco, en la que aún se conserva gran parte de la enorme bóveda. La fachada está elaboradamente articulada con columnas y nichos que en el pasado lucían pinturas y relieves. 
El palacio de Firuzabad (Irán) fue construido por Ardashir I. Se encuentra junto a un pequeño lago, que se abre al arco principal de la estructura. Desde esa abertura a ambos lados salas ligeramente más pequeñas están también curvadas. Detrás del arco principal también hay una sala con una cúpula de 22 metros de alto, con dos salas abovedadas a cada lado. Tras estas habitaciones, hay un patio que lo rodea y conecta por todo alrededor. Las paredes de las habitaciones están divididas por nichos y en el pasado tuvieron ricas decoraciones de estuco. La zona alrededor del palacio fue en el pasado un jardín. El jardín, el palacio y el lago fueron todos construidos juntos y estaban en el pasado conectados.

### Planeamiento urbanístico
Los sasánidas erigieron numerosas ciudades nuevas con un elaborado planeamiento. Muchas de ellas eran circulares, principalmente como forma de ventaja táctica defensiva que representaba durante los asedios. Las paredes de una ciudad redonda puede encerrar la misma longitud de un área mayor. Pero también había sistemas urbanos de forma rectangular. Habitualmente estaban relacionadas con arquitectos romanos que habían sido secuestrados por los sasánidas. Aunque esto probablemente se necesitaba para planear estas ciudades en el estilo sasánida. Las facilidades urbanas rectangulares son por tanto consideradas como un sistema de planeamiento urbanístico sasánida alternativo. 
Firuzabad es un asentamiento construido bajo Ardashir I y un ejemplo bien documentado de planeamiento urbanístico sasánida. la ciudad tuvo un diámetro de 2 km y era circular. Dos carreteras las dividen en cuatro distritos, que a su vez se dividieron en cinco sectores más pequeños y así se ordenaba toda la ciudad en 20 sectores. El planeamiento detallado parece haber continuado en el paisaje que lo rodeaba. Bishapur y Gundeshapur, sin embargo, son ciudades contrariamente perpendiculares. Bishapur parece haberse desarrollado por artesanos romanos, puesto que el palacio local está decorado por mosaicos de estilo helenístico.

## Monedas

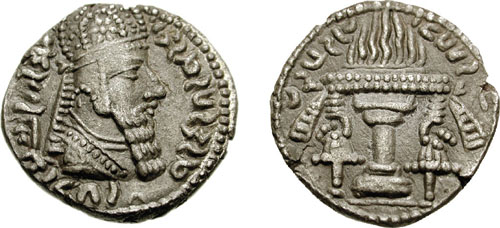
Moneda con imagen de Ardashir I con el fuego eterno sobre un lapel a la derecha

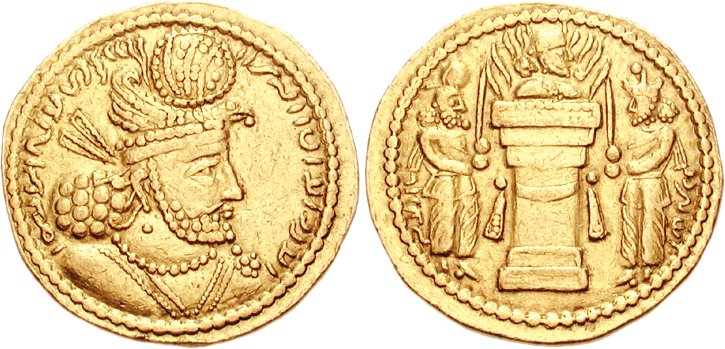
Moneda de Hormizd II. Nótese el cambio en la corona sasánida de un gobernante a otro.

Las monedas son una fuente particularmente importante por una razón destacada; pueden datarse con facilidad, proceden de todos los períodos del Imperio sasánida. Aparece el nombre de la imagen del gobernante sobre la moneda en pahlavi y puede usarse para datar otras obras de arte. El frente usualmente muestra la imagen del gobernante, a veces junto a un hijo o esposa, raramente con los dos. En la parte trasera hay varias escenas, incluyendo una investidura o un altar, sobre los cuales arde una llama de fuego eterno. La tradición de estos diseños comienza con la imagen, bastante estirada, de Ardashir I (224-242), y bajo Sapor I (240-270). Bajo Sapor II (310-379), se hacen de nuevo del mismo material, mientras que el detalle del modelado está ligeramente disminuido. Esto es, sin embargo, importante de nuevo más adelante. En el período posterior los diseños son a menudo altamente estilizados y han sido documentados parcialmente.

## Artes menores

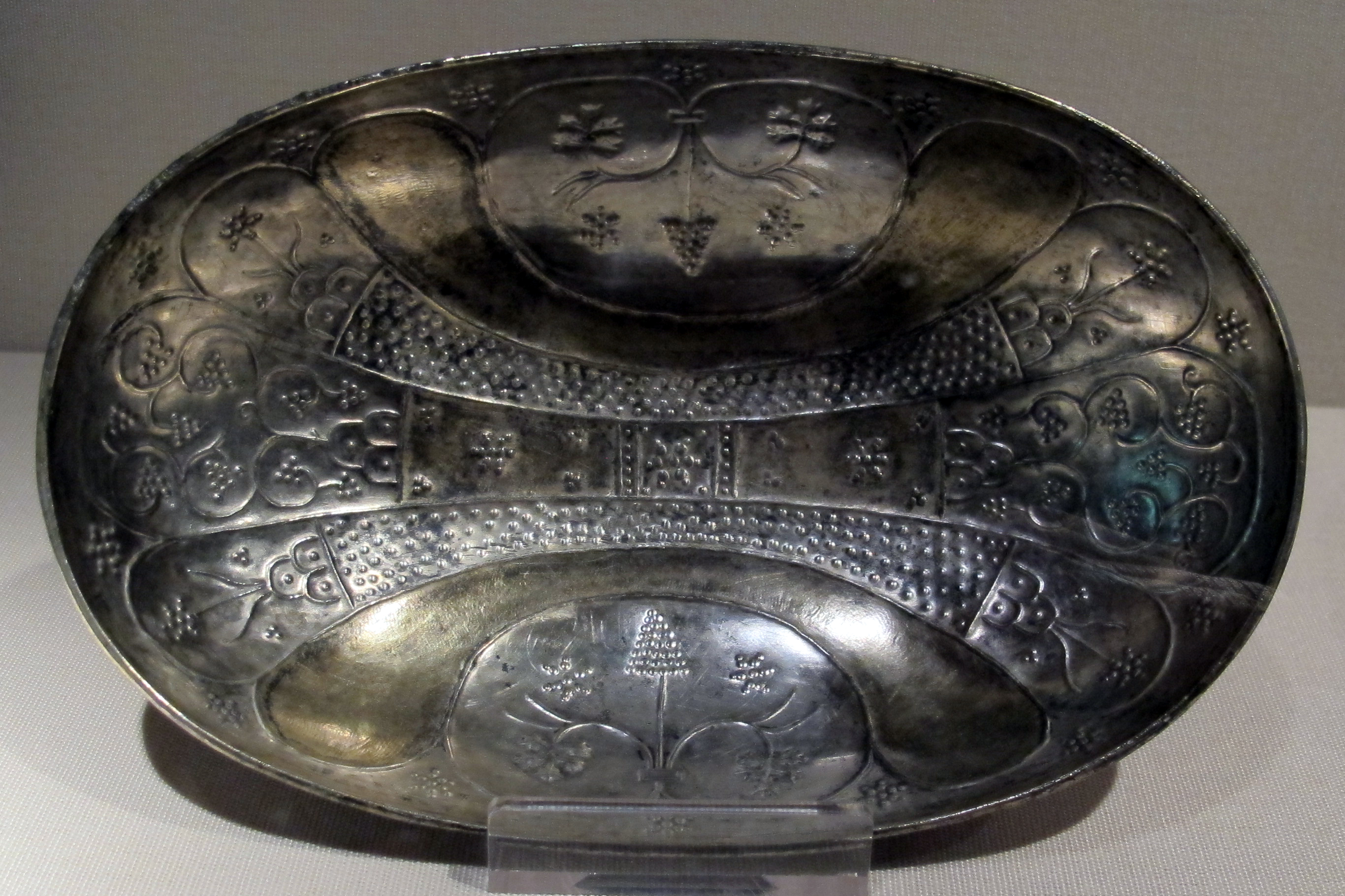
Decoración sasánida en la parte inferior de una vasija de plata,

### Metalistería
Han sobrevivido una serie de vasijas de plata sasánidas, especialmente grandes platos o boles usados para servir comida. Estos tienen decoración grabada o labrada de alta calidad de un repertorio cortesano de héroes o reyes a caballo, y escenas de caza, combate y banquetes, a menudo parcialmente dorados. Aguamaniles, presumiblemente para el vino, pueden presentar bailarinas en relieve. Se exportaban a China, y también hacia el oeste.
Un rasgo especial del arte sasánida está representado por conchas de plata o de oro, en la superficie interior de las cuales se ha grabado una escena en relieve. Se conocen alrededor de cien objetos de este tipo, lo que demuestra el esplendor literario de la corte. Muchos proceden de excavaciones, pero son en su mayor parte hallazgos casuales. Muchos pueden encontrarse cerca de los montes Urales en Rusia y probablemente se comerciaban en esa zona. El propósito original, su función y autoridad de estas conchas permanecen por lo tanto ocultos. A menudo, se muestra a un gobernante cazando. Usualmente está a caballo y se mueve al galope. Permanece con su espada sacada y apuntando a un animal peligroso como un oso o un león o disparando con arco y flecha. La cara a menudo aparece en vista tres cuartos.
Hay también algunas representaciones pacíficas como animales o criaturas fantásticas. Versiones más tempranas de boles de concha de plata usualmente presentan a un monarca en relieve pleno, dominando toda la cáscara. Más tarde, sin embargo, en los siglos IV y V, el personaje focal comparte espacio con otro personaje, o elemento, secundario, de menor tamaño.
Pueden encontrarse otro grupo de trabajos en metal; recipientes ricamente decorados cuya forma puede haberse adoptado de las costumbres del Mediterráneo.

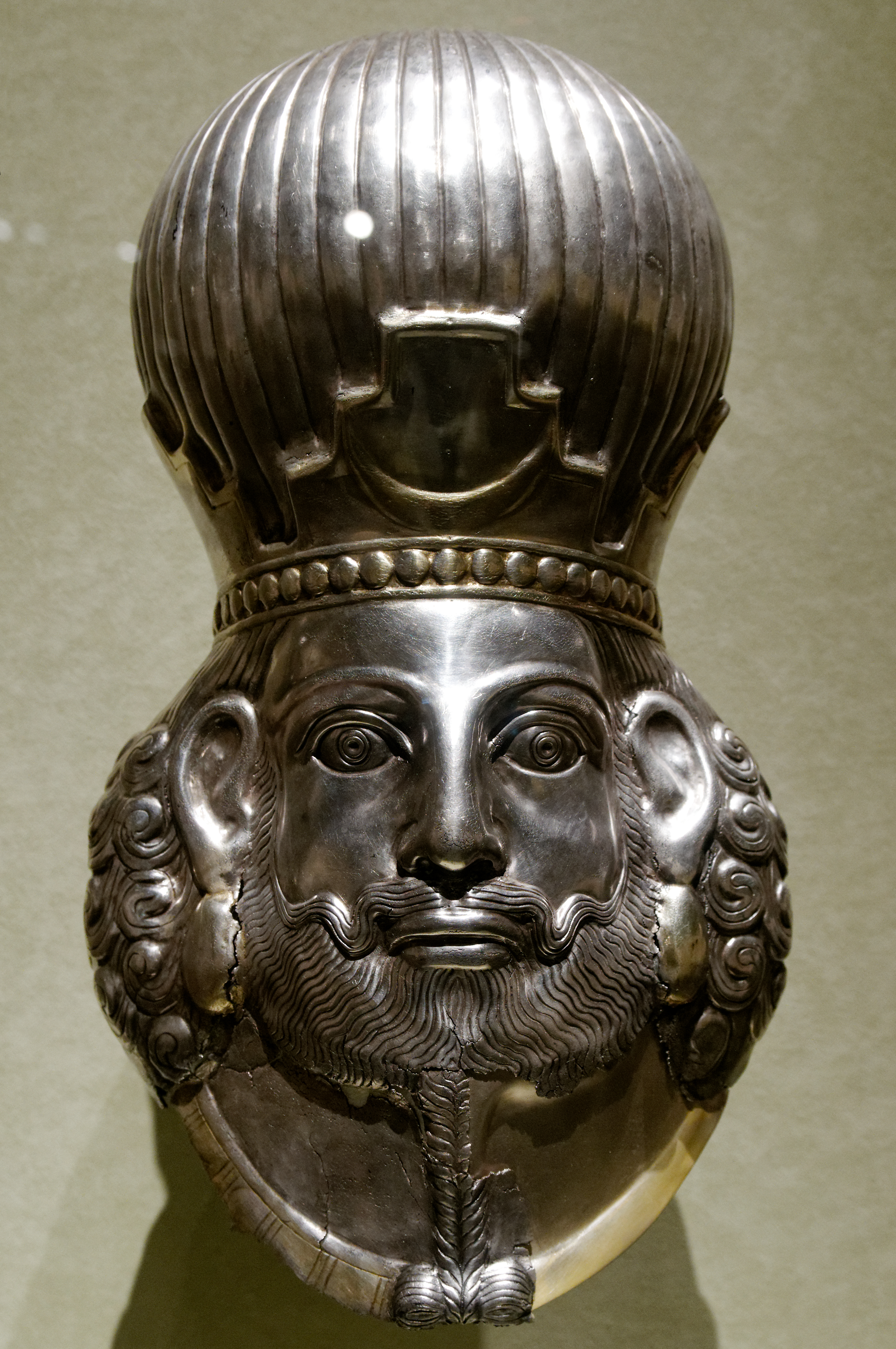
Cabeza de rey dorada en plata, siglo IV
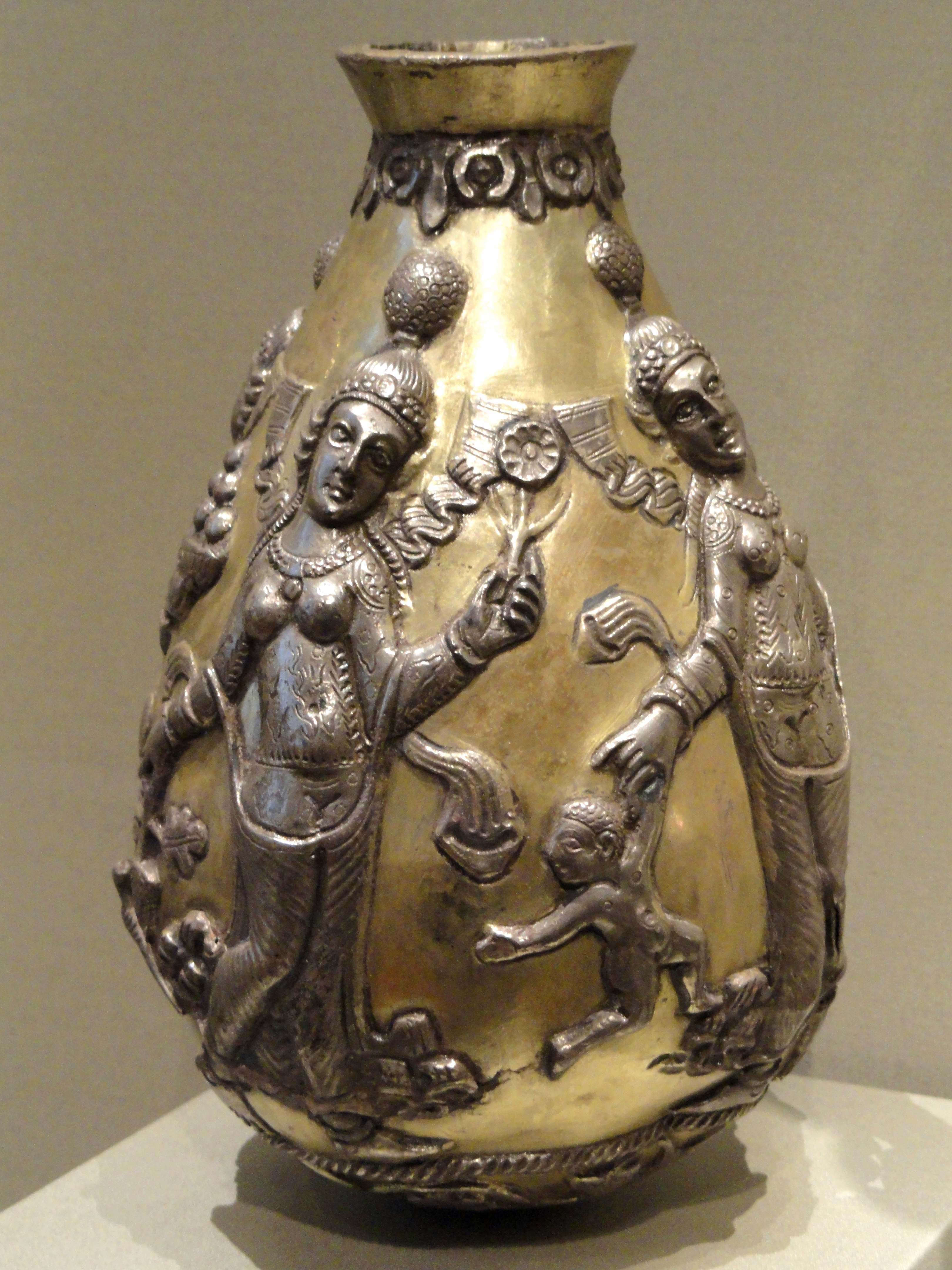
Vasos con bellezas bailando, ca. 300-500
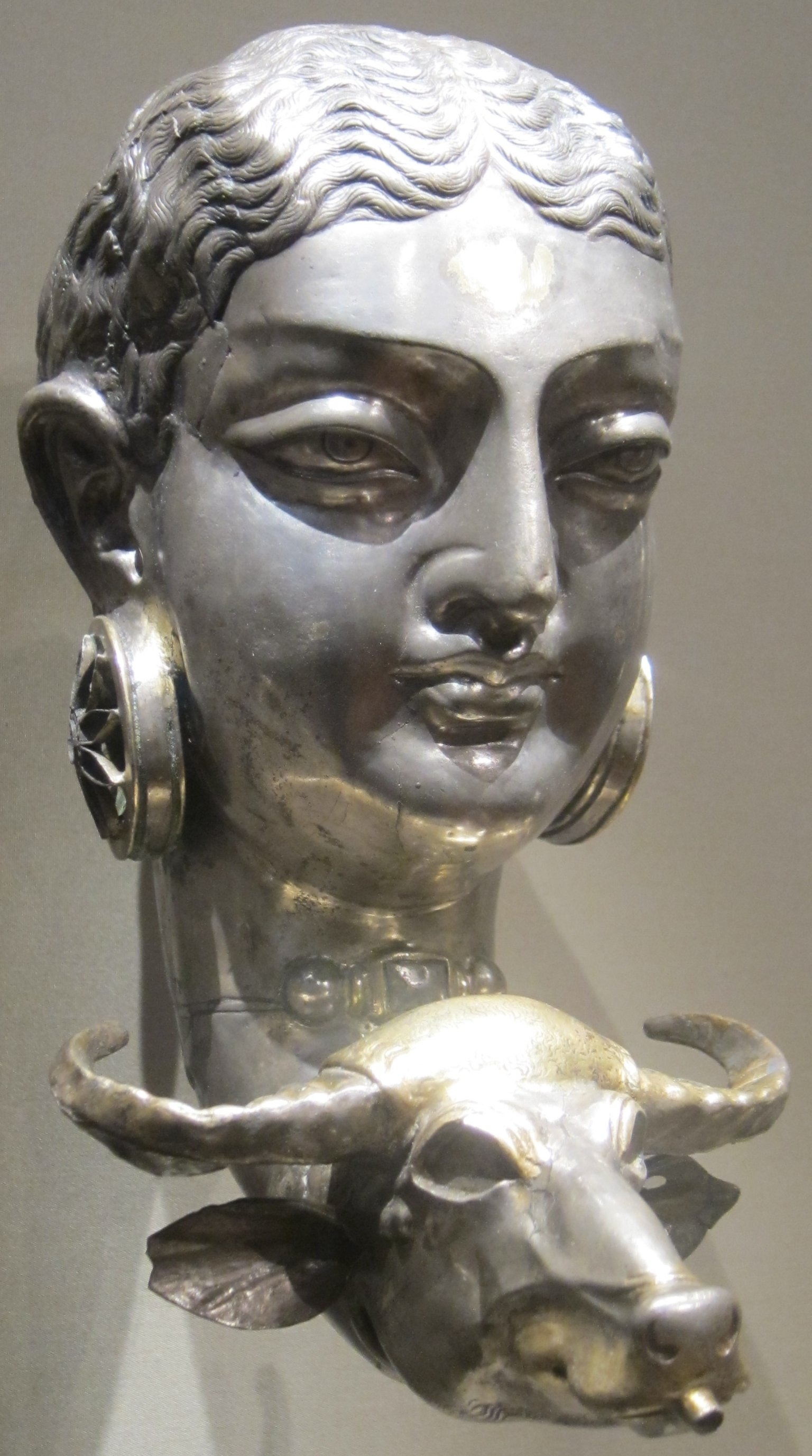
Ritón con cabeza femenina y búfalo de agua, ca. 600-700, plata
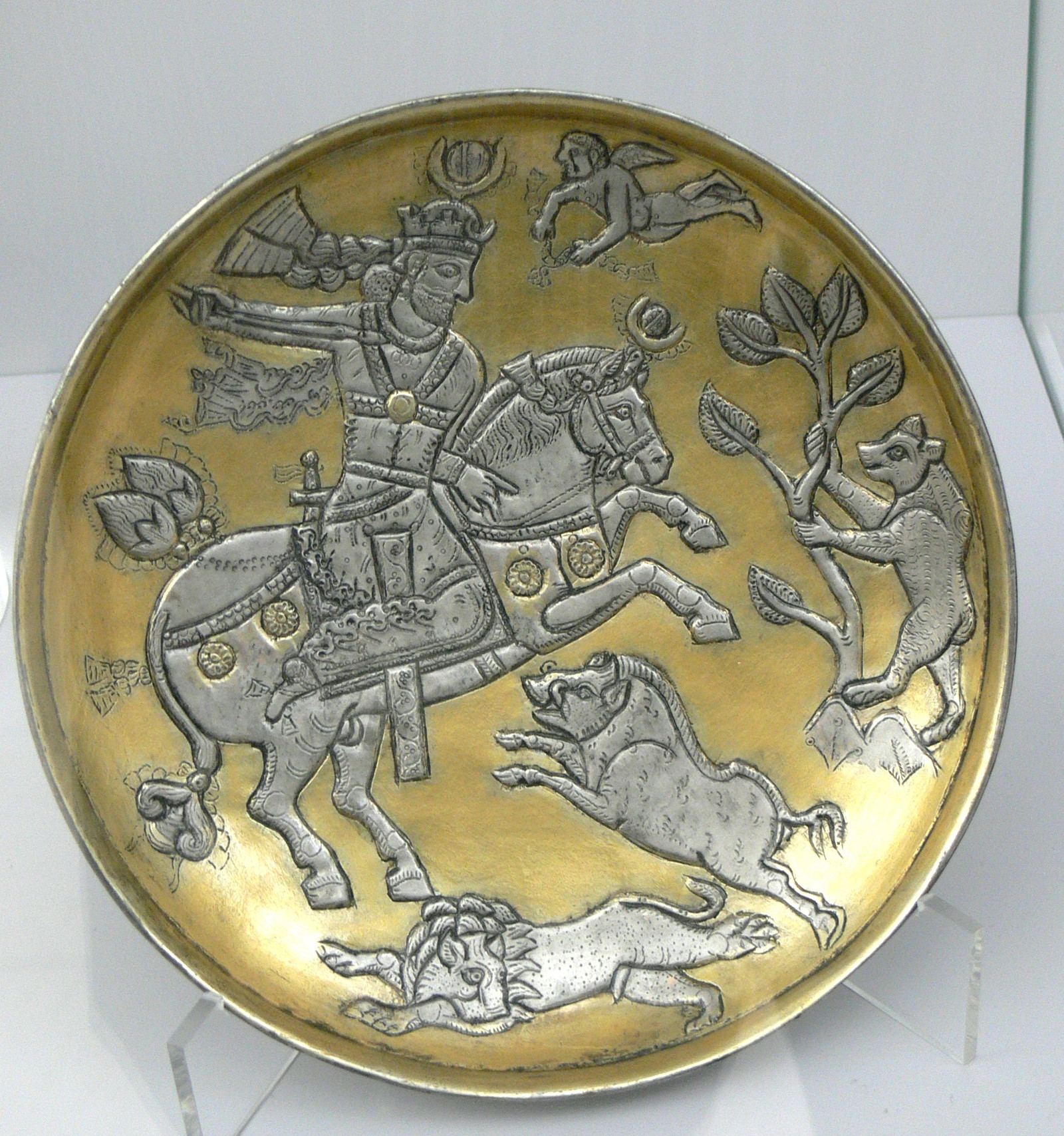
Disco de plata parcialmente dorado con el tema favorito de rey cazando, siglo VII

### Tejidos
Las alfombras evidentemente podían alcanzar un alto nivel de sofisticación, como demuestra la alabanza de la perdida alfombra real de Baharestan por parte de los conquistadores musulmanes. Pero los fragmentos que han sobrevivido que pueden haberse originado en la Persia sasánida son producciones más humildes, probablemente realizadas por tribus nómadas. Las telas sasánidas fueron famosas, y quedan fragmentos, en su mayor parte con diseños basados en animales en compartimentos, en un estilo que perduró mucho tiempo.
Hay indicaciones de que telas decoradas con color tuvieron una importancia especial con los sasánidas. Sin embargo, la valoración de esta obra de arte presenta muchas dificultades para la investigación, pues quedan pocas telas que se remonten a la época del Imperio sasánida en sí mismo y los hallazgos fuera del imperio (p.e. en Egipto) no siempre tienen un origen claro, si fue importado por los sasánidas o sus propias imitaciones o creaciones. Especialmente cuando las telas están decoradas con modelos de animales heráldicos, se suele asumir que tiene origen sasánida. Son típicos los pavos reales, carneros y otros animales colocados solos o en parejas, dentro de una escarapela. El carnero era el dios de la guerra en relación con Verethragna y por lo tanto tenía una popularidad particular en el arte sasánida como un motivo en tejidos.

### Vidrio

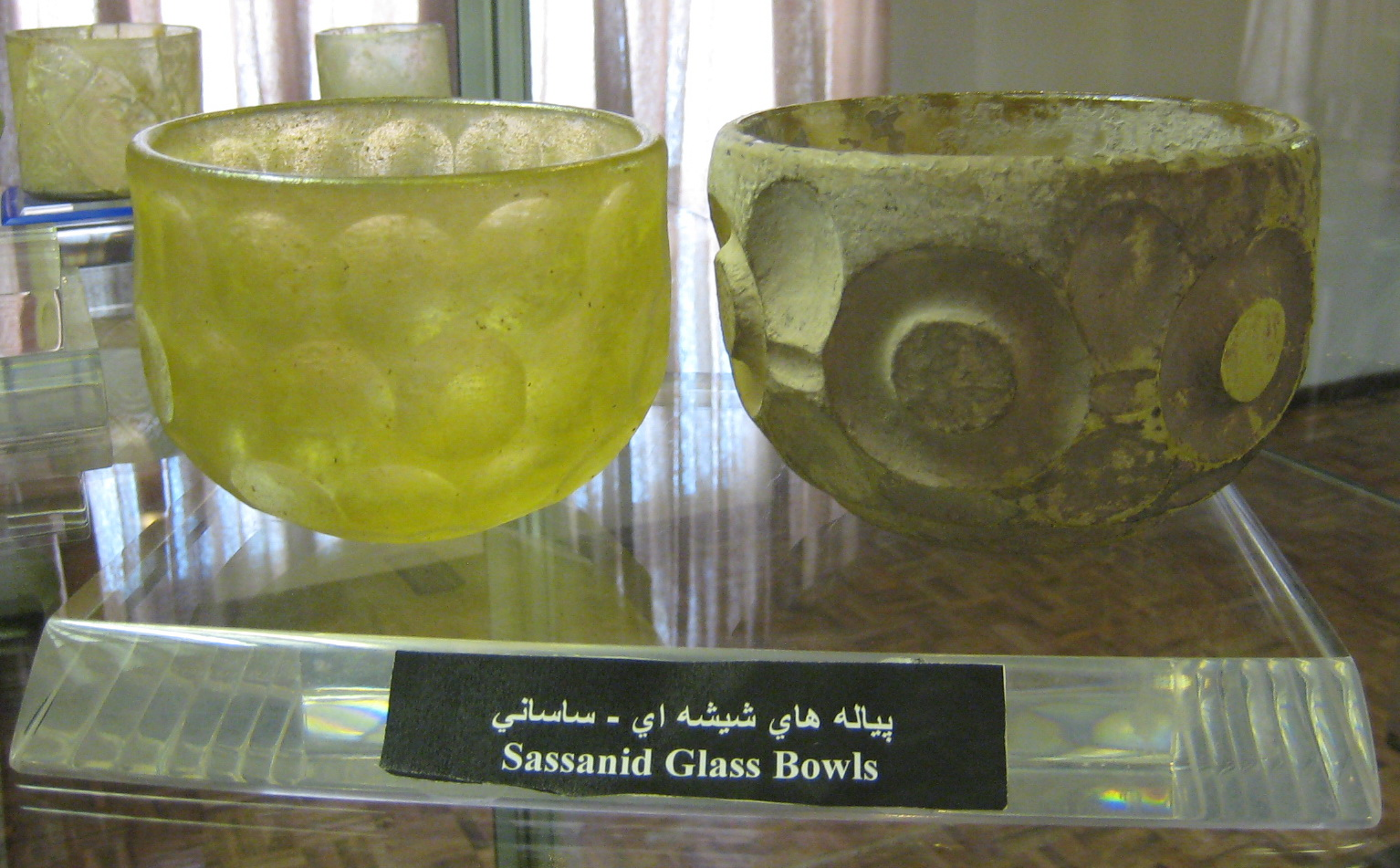
Boles de vidrio sasánidas

El vidrio sasánida continuó y desarrolló la tecnología romana. En formas más simples parece haber estado disponible a una amplia variedad de población, y fue una exportación de lujo popular, hacia Bizancio y China, incluso apareciendo en enterramientos de la élite del período en Japón. Técnicamente, es una producción de vidrio de cal-sosa-sílice caracterizada por vasijas de vidrio soplado gruesas relativamente sobrias en su decoración, evitando los colores simples en favor de la transparencia y con recipientes trabajaba en una pieza sin modificaciones sobre-elaboradas. Así la decoración usualmente consistía de motivos visuales y sólidos del molde (relieves), con caras acanaladas y cortadas profundamente, aunque se practicaron otras técnicas, como motivos aplicados y con cola. La cerámica sasánida no parece haber sido usada por las élites, y es en su mayor parte utilitaria.

## Influencia
El arte sasánida tuvo una fuerte influencia sobre el arte islámico de Persia. El arco es uno de los elementos más característicos de la arquitectura persa. Especialmente en Asia central, como en Sogdiana, los métodos y las costumbres artísticas son directamente atribuibles a los sasánidas.
La colocación heráldica de los animales en parejas que se puede encontrar en Bizancio y la Europa medieval posterior parece haberse tomado directamente de las obras de arte del Imperio sasánida. 
Fue principalmente a través de los tejidos que se difundieron los motivos heráldicos, aunque algunos mosaicos tan tempranos como los del siglo VI de Antioquía representaban los mismos motivos.